# Distrito de Morena
Morena (en hindi; मुरैना जिला) es un distrito de la India en el estado de Madhya Pradesh. Código ISO: IN.MP.MO.
Comprende una superficie de 4 991 km².
El centro administrativo es la ciudad de Morena. Dentro del distrito se encuentra la localidad de Galetha.

## Demografía
Según censo 2011 contaba con una población total de 1 965 137 habitantes, de los cuales 896 773 eran mujeres y 1 068 364 varones.